# Sambhavanatha

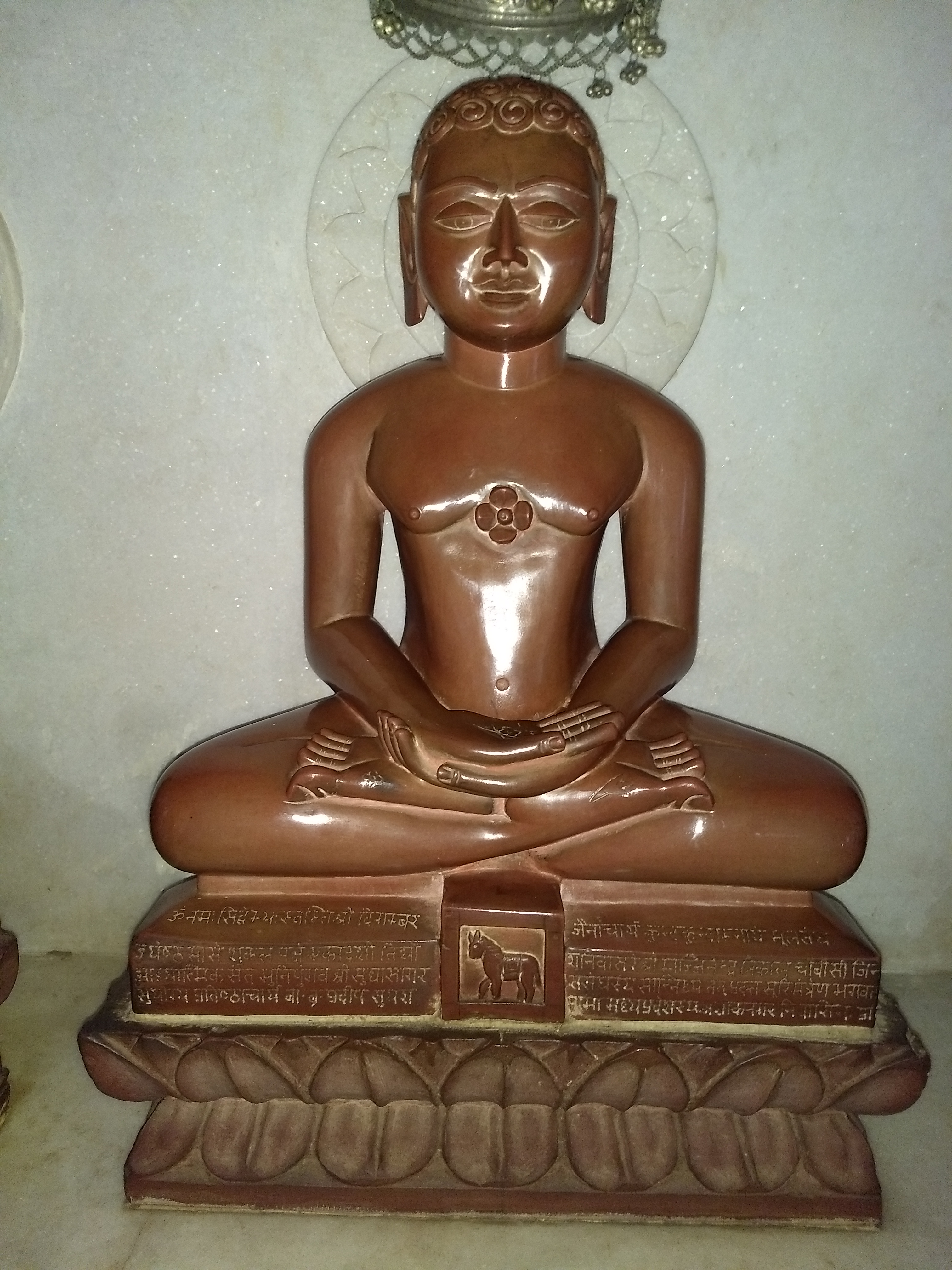
Estatua de Sambhavanatha en Sudarshanoday Teerth Kshetra, Anwa.

Sambhavanatha fue el tercer tirthankara jainista de la época actual (Avasarpini). Sambhavanatha nació del rey Jitari y la reina Susena en Sravasti. Su fecha de nacimiento fue el decimocuarto día del mes Margshrsha shukla del calendario indio. Como todos los arihant (seres omniscientes), Sambhavanatha al final de su vida destruyó todos los karmas asociados y alcanzó el moksha (liberación).
Según el texto jainista Uttarapurāṇa, Sambhavanatha poseía tres tipos de conocimiento desde el nacimiento. 